# Primavera (film 1916)
Primavera è un film muto italiano del 1916 diretto da Achille Mauzan.